# Чомтхонг
Чомтхонг (тайск. จอมทอง) — один из 50 районов (кхетов) Бангкока, Таиланд. Граничит с районами Пхасичарен, Тхонбури, Ратбурана, Тхунгкхру, Бангкхунтхиан и Бангбон.

## История
До 9 ноября 1989 года Чомтхонг был частью района Бангкхунтхиан. 14 октября 1997 года в рамках административной реформы Чомтхонгу были переданы часть района Ратбурана и часть района Тхонбури.

## Экономика
Чомтхонг, как и близлежащий Тхунгкхру, знаменит своим сортом мандаринов — бангмотский мандарин. Из-за этого на перекрестке улиц Рама II Роуд и Суксават Роуд была возведена скульптура мандарина. В данном районе так же располагается ферма личи "Сад Пумчай".

## Административное деление
Район разделен на 4 подрайона (кхвэнга):
| 1. | Бангкхунтхиан | บางขุนเทียน |  |
| 2. | Бангкхо       | บางค้อ     |  |
| 3. | Бангмот       | บางมด     |  |
| 4. | Чомтхонг      | จอมทอง    |  |

## Достопримечательности
- Ват Рачорасарам (วัดราชโอรสาราม) — храм, изначально носивший название Ват Чомтхонг, и начинающий свою историю в период Аюттхаи. Он получил свое название, когда стал королевским храмом короля Нангклао. Храм уникален смешением китайского и тайского архитектурных стилей.
- Ват Сай (วัดไทร) — храм, так же относящийся к периоду Аюттхаи. Принадлежит буддистскому направлению Махаяна. Близлежащий одноименный плавучий рынок был оживленным местом торговли фермеров. Рынок исчез в 1977 году.
- Ват Нангнонг Воравихан (วัดนางนองวรวิหาร) — храм аюттхайского периода, был отремонтирован в период правления короля Нангклао. Известен отделанным перламутром убосотом и смешением тайского, китайского и европейского стилей в архитектуре.

## Транспорт
Район обслуживается линией Силом системы BTS Skytrain. Станция Вуттхакат расположена на границе районов Чомтхонг и Тхонбури.

## Внешние ссылки
- Сайт Бангкокской городской администрации с описанием туристических достопримечательностей района
- Районное управление Чомтхонга